# Michelle Dillon
Michelle Dillon (Wembley, 24 de maio de 1973) é uma triatleta profissional britânica. 

## Carreira

### Sydney 2000
Michelle Dillon disputou os Jogos de Sydney 2000, não completando a prova. 
Em Atenas 2004, participou novamente terminado em 6º com o tempo de  2:06:00.77.